# Felipe Ibáñez (diseñador)
Felipe Ibáñez Frocham (Argentina, 25 de agosto de 1973) es un diseñador gráfico y transmedia, director de teatro y circo contemporáneo, editor, docente universitario y autor. A lo largo de su trayectoria, ha desarrollado proyectos en diversas ciudades de Argentina y Europa, combinando el diseño, la comunicación y las artes escénicas con una mirada innovadora y multidisciplinaria.

## Trayectoria
Desde sus inicios en la Universidad de Buenos Aires (UBA), donde se formó en Diseño Gráfico, Ibáñez demostró un interés por la experimentación y la intersección de disciplinas. Su carrera docente comenzó en la misma casa de estudios, en las materias de Diseño Gráfico (Cátedra Wolkowicz) y Tipografía (Cátedra Goldfarb). Desde entonces, su labor se ha expandido a diferentes latitudes, combinando la enseñanza con la práctica profesional.

### Diseño y comunicación
En 1995 fundó su propio estudio, IbanezDesign, en Buenos Aires. Su enfoque en la identidad visual y el diseño editorial lo llevó a colaborar con organizaciones internacionales como el Fondo Mundial del Medio Ambiente, el Programa de las Naciones Unidas para el Medio Ambiente y la Organización de los Estados Americanos, el Gobierno de la Ciudad de Buenos Aires, el Gobierno de la Nación Argentina, el Ayuntamiento de Barcelona, el Ayuntamiento de Gijón, la Universidad de Barcelona y la Universidad Autónoma de Barcelona entre muchas otras instituciones. Además, ha trabajado con diversas publicaciones y entidades gubernamentales en Argentina y Europa. En Barcelona, su visión del diseño ha sido fundamental en el desarrollo visual de empresas, instituciones culturales y proyectos escénicos.

### Producción escénica y audiovisual
En 2003 fundó la Compagnie D'énergie Électrique, un colectivo de artistas y técnicos de distintas nacionalidades dedicados a la producción de espectáculos de circo contemporáneo y teatro. Su trabajo lo ha llevado a escenarios de Barcelona, París y Dubái, explorando nuevas formas de narrativa visual y performática. En el ámbito audiovisual, en 2010 produjo y dirigió un documental sobre el proyecto Fashion Freak en Jujuy, Argentina. En 2018 estrenó Capital del Rock, una obra documental que indaga en los orígenes del rock argentino en La Plata.

### Transmedia
Ibáñez ha sido un pionero en el diseño transmedia, desarrollando proyectos que combinan múltiples lenguajes y soportes. Fashion Freak es uno de sus trabajos más representativos en este campo: una plataforma de promoción para el diseño de indumentaria (moda) que integró diseño, danza, fotonovelas, radio, televisión y narrativa visual en ciudades como Barcelona, París, Berlín y Buenos Aires. Su interés por la comunicación digital lo ha llevado a desarrollar plataformas interactivas y cursos especializados en diseño transmedia, en colaboración con diversas instituciones académicas y culturales.

### Docencia
La enseñanza ha sido una parte esencial de su trayectoria. Además de su paso por la UBA, donde dictó talleres y seminarios sobre diseño y comunicación, ha impartido clases en universidades y centros educativos de América Latina y Europa. En Barcelona, ha colaborado con LCI Barcelona y otras instituciones. Como fundador del laboratorio de diseño 4DLab, ha diseñado programas educativos centrados en el pensamiento de diseño y la comunicación de guerrilla.

## Publicaciones y reconocimientos
A lo largo de su carrera, ha publicado artículos sobre diseño y cultura en revistas especializadas de Argentina, España, México y Colombia. En 2005 lanzó su primer libro, LiBRO, con prólogo de Yves Zimmermann, una obra reeditada en 2019 por la revista Experimenta. Su trabajo ha sido destacado en publicaciones como Marcas & Trademarks y Fly Flyer Fly.

## Obra
- Ibáñez, Felipe (2005). LiBRO: Reflexiones paratextuales sobre cultura, comunicación y diseño. Wolkowicz Editores.